# بيدرو إيفو فيريرا كامينهاس
بيدرو إيفو فيريرا كامينهاس (7 سبتمبر 1952 - 11 أبريل 2021) سياسي برازيلي.

## السيرة الشخصية
كان عضوًا في بوديموس، وعمل في الجمعية التشريعية لميناس جيرايس من 2001 إلى 2011 بعد أن خدم في مجلس مدينة بيتيم من 1993 إلى 2001. وكان أيضًا نائب عمدة بيتيم من 2009 إلى 2013.
توفي بيدرو إيفو فيريرا كامينهاس بسبب كوفيد 19 في بيتيم في 11 أبريل 2021 عن عمر يناهز 68 عامًا.